# 西邑昌一
西邑 昌一（にしむら しょういち、1912年4月18日 - 1998年3月22日）は、日本のサッカー選手、および指導者。兵庫県出身。旧制甲陽中学（現甲陽学院高等学校）、関西学院大学および早稲田大学卒業。

## 経歴
選手時代はフォワードを務めた。1930年2月に開催されたア式蹴球全國優勝競技會（第10回天皇杯全日本サッカー選手権大会）で関学クラブの一員として、後藤靱雄や堺井秀雄らとともに優勝に貢献した。
早稲田大学に在籍していた1934年に第10回極東選手権のサッカー日本代表に選出され、5月15日のフィリピン代表戦で同点に追いつく得点をあげた。
西邑が25歳の1936年4月にベルリンオリンピックの日本代表に選出された が、本大会での出場機会は無かった。
その後指導者となり、国際大会に臨む代表チームの指導にあたるなど、日本サッカーの強化に尽力。1956年からは関西学院大学体育会サッカー部を指揮し、関西学生リーグ・東西王座決定戦で優勝に導いたほか、関学クラブを率いて天皇杯も獲得した。
1976年から1980年まで読売サッカークラブ（現：東京ヴェルディ）の監督も務めた。また、1982年2月にはベルリン五輪日本代表であった金容植が監督を務めるハレルヤFCが来日した時のレセプションに出席した。
1998年3月22日、兵庫県明石市で肺炎により死去した。

## 所属クラブ
- 甲陽中学校[1]
- 関西学院高商部[1]
- 関西学院大学[1]
- 早稲田大学[1]
- 関学クラブ[1]

## 代表歴

### 出場大会
- 1934年 第10回極東選手権競技大会
- 1936年 ベルリンオリンピック

### 試合数
- 国際Aマッチ 2試合 1得点 (1934)

| 日本代表 | 国際Aマッチ | 国際Aマッチ | その他 | その他 | 期間通算 | 期間通算 |
| 年       | 出場        | 得点        | 出場   | 得点   | 出場     | 得点     |
| -------- | ----------- | ----------- | ------ | ------ | -------- | -------- |
| 1934     | 2           | 1           | 0      | 0      | 2        | 1        |
| 1936     | 0           | 0           | 1      | 0      | 1        | 0        |
| 通算     | 2           | 1           | 1      | 0      | 3        | 1        |

### 出場
| No. | 開催日         | 開催都市 | スタジアム | 対戦相手           | 結果 | 監督     | 大会       |
| --- | -------------- | -------- | ---------- | ------------------ | ---- | -------- | ---------- |
| 1.  | 1934年05月13日 | マニラ   |            | オランダ領東インド | ●1-7 | 竹腰重丸 | 極東選手権 |
| 2.  | 1934年05月15日 | マニラ   |            | フィリピン         | ○4-3 | 竹腰重丸 | 極東選手権 |

### 得点数
| # | 年月日        | 開催地             | 対戦国     | 勝敗 | 試合概要         |
| - | ------------- | ------------------ | ---------- | ---- | ---------------- |
| 1 | 1934年5月15日 | フィリピン、マニラ | フィリピン | 4-3  | 第10回極東選手権 |

## 指導歴
- 1956年 - 19??年: 関西学院大学 / 関学クラブ
- 1976年 - 1980年: 読売サッカークラブ